# 5205 Servián
5205 Servian eller 1988 CU7 är en asteroid i huvudbältet som upptäcktes den 11 februari 1988 av de båda japanska astronomerna Seiji Ueda och Hiroshi Kaneda i Kushiro. Den är uppkallad efter Berta E. Servián de Flores.
Asteroiden har en diameter på ungefär 4 kilometer.